# Archer (cacciacarri)
L'Archer era un semovente cacciacarri impiegato durante la seconda guerra mondiale dall'Esercito britannico. Il mezzo era pensato come soluzione di emergenza e utilizzava lo scafo del carro armato Mk III Valentine. La produzione iniziò verso la metà del 1943 e terminò nell'ottobre del 1944. In totale furono realizzati 665 Archer. Il mezzo venne impiegato nella Campagna d'Italia e anche nei combattimenti che seguirono lo sbarco in Normandia. Dopo la fine del conflitto il mezzo verrà impiegato ancora in combattimento dall'Esercito Egiziano. Rimase in servizio con gli Inglesi fino a metà anni cinquanta.

## Storia
Resosi disponibile il cannone da Ordnance QF 17 pdr (76,2 mm) si rese necessario trovare un mezzo sul quale montarlo. Il Valentine era ancora in produzione per cui venne scelto lo scafo di questo mezzo quale base per la realizzazione di un semovente anticarro. Date le ridotte dimensioni dello scafo non fu possibile sistemare il pezzo in una torretta girevole ma fu scelto di montarlo in una casamatta, con la canna rivolta verso la parte posteriore del mezzo. Questa sistemazione, piuttosto particolare, in parte rappresentava un difetto del mezzo in quanto rendeva impossibile utilizzare l'arma mentre si avanzava. Si rivelò invece molto utile nelle imboscate, in quanto permetteva al semovente di sparare alcuni colpi e di allontanarsi dalla sua posizione velocemente, senza dover effettuare alcuna inversione del senso di marcia. E fu proprio in questa tattica che il mezzo si rivelò particolarmente efficace, favorito in questo anche dalla sua sagoma bassa e dalle dimensioni relativamente contenute.